# Bahía de Mezén
La bahía de Mezén (en ruso, Мезенская губа) es una de las cuatro grandes bahías del mar Blanco —con el golfo de Kandalakcha y las bahías de Dviná y Onega—, situada en la parte exterior de este, en el extremo oriental, bordeando el extremo sur de la península de Kanín, Rusia. Tiene una superficie de unos 6630 km²  y en su boca está localizada la Isla de Morzhovéts (con una superficie de unos 110 km²). Administrativamente, pertenece al Óblast de Arcángel. Recibe el agua de dos grandes ríos, el río Mezén (857 km) y el río Kuloy.
- Datos: Q1415688